# 556 г. пр.н.е.

## Събития

### В Азия

#### Във Вавилония
- През февруари цар Нергалшарушур (560 – 556 г. пр.н.е.) се завръща от миналогодишния военен поход в Киликия, но вероятно през април умира при неясни обстоятелства.[1]
- На трона на Вавилония се възкачва неговия син Лабаши-Мардук, който според някои източници е още дете и се задържа на власт само няколко месеца преди да бъде свален и убит от Набонид (556 – 539 г. пр.н.е.).[1]
- Новият цар, който е последен владетел на Нововавилонско царство, не е кръвно свързан с управлявалата дотогава халдейска династия, но се ползва с подкрепата на войската и скоро след като взема властта заминава на запад, за да довърши предприетата от Нергалшарушур военна намеса в Киликия.[2]

#### В Мидия
- Астиаг (585/4 – 550/49 г. пр.н.е.) е цар на Мидия.[3]

#### В Персия
- Кир II (559 – 530 г. пр.н.е.) e цар на Аншан и васал на царя на Мидия.[4]

### В Африка

#### В Египет
- Фараон на Египет е Амасис II (570 – 526 г. пр.н.е).[5]

### В Европа
- В Гърция се провеждат 56-те Олимпийски игри:
  - Победител в дисциплината бягане на разстояние един стадий става Федър от Фарсала.[6]
- Тиранът Пизистрат е прогонен (556/5 г. пр.н.е.) от Атина след като водачите на двете противникови политически групи Ликург и Мегакъл се съюзяват.[7] Той бяга първо в Тракия, след което отива в Еретрия и след няколко години отново се завръща в Атина, за да стане тиран за втори път.[8]
- Тиранът на Сикион Есхин е прогонен от спартанците, което слага край на около вековния период на тирания в града.[9][10]
- През 556/5 г. пр.н.е. Хилон е ефор в Спарта.[11]

## Родени
- Симонид, древногръцки поет, хоров лирик, създател на жанра епиникий (умрял 468 г. пр.н.е.)[12]

## Починали
- Нергалшарушур, вавилонски цар от Халдейската династия
- Лабаши-Мардук, вавилонски цар от Халдейската династия